# 許卿卿
許卿卿，香港粵語電影演員及粵劇工作者，初隨薛覺先習藝，薛覺先病逝後轉拜余麗珍為師，一直追隨左右。與李香琴、任冰兒、梁素琴、黎坤蓮、金影憐、朱日紅、英麗梨及譚倩紅九位二幫花旦結義成金蘭姊妹，合稱「九大姐」。
許卿卿戲路甚廣，由二幫花旦到女丑，甚至反串丑生和武生都能勝任。